# Balengue
Balengue, Mbalengue ou Balengué est un village du Cameroun situé dans la région de l'Est et dans le département du Haut Nyong. Balengue fait partie de la commune de Doumaintang et de l'arrondissement de Maka Mboans.

## Population
Lors du recensement de 2005, on dénombrait 212 habitants à Balengue, dont 103 hommes et 109 femmes.
En 1965, Balengue comptait 157 habitants.

## Infrastructures
En 1965, Balengue se trouvait[pas clair] sur la piste auto de Doumé à Doumintang et à Nguélémendouka.